# Veine médiane cubitale
En anatomie humaine, la veine médiane cubitale (ou veine médiane basilique) est une veine superficielle du membre supérieur. 

## Trajet

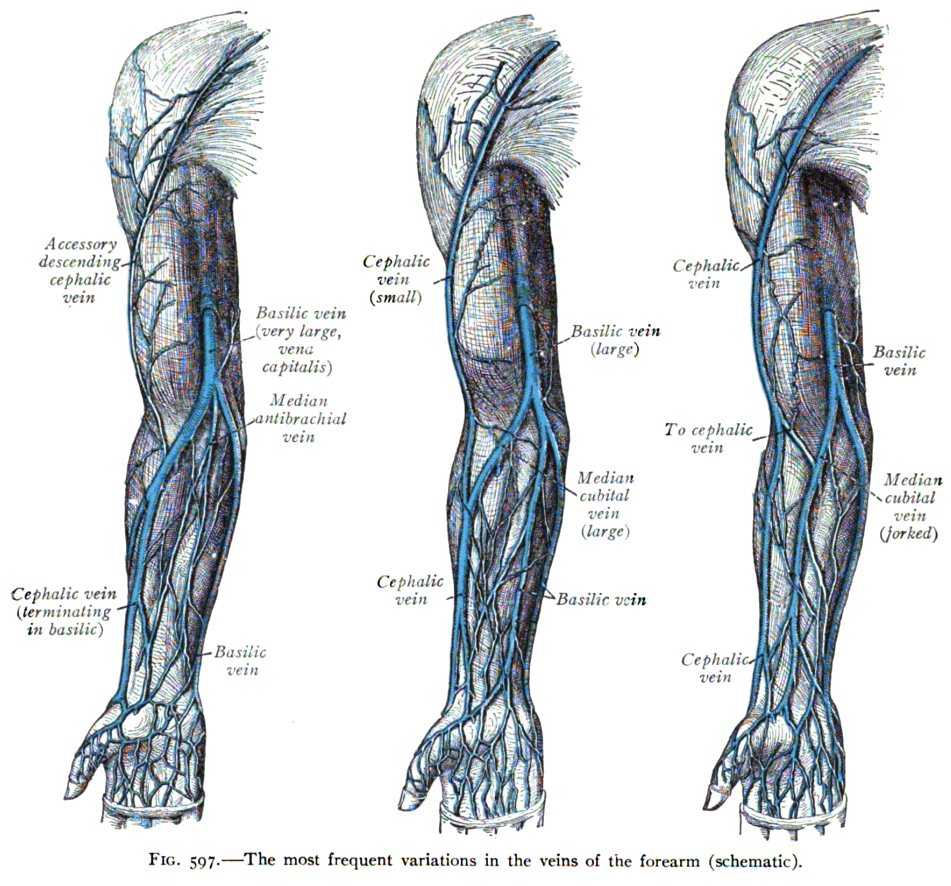
Variation les plus courantes des veines de l'avant-bras

La veine médiane cubitale relie la veine céphalique à la veine basilique au niveau du pli du coude au-dessus de l'aponévrose bicipitale.
La veine cubitale médiane présente une large gamme de variations. Le plus souvent la veine forme un motif en H avec les veines céphalique et basilique constituant les côtés. D'autres formes incluent un motif en M, où la veine se ramifie vers les veines céphalique et basilique, ou encore en Y, en W ou en N.

## Aspect clinique
La veine médiale cubitale est couramment utilisée pour la ponction veineuse ou pour la pose d'une canule intraveineuse du fait de sa visibilité et de sa taille. Elle a également l'avantage d'être plutôt fixe et de ne pas rouler au moment de la piqure.

## Cinéma
Dans le film Requiem for à Dream le personnage de Jared Leto se perfore complètement la veine médiane cubitale dû a une forte consommation d'héroïne qu'il s'injecte par seringue.  Son bras s'en trouve infecté ce qui lui doit de se faire amputer.